# روبرت كينت
روبرت كينت (بالإنجليزية: Robert Kent)‏ هو ممثل أمريكي، ولد في 3 ديسمبر 1908 بهارتفورد في الولايات المتحدة، وتوفي في 4 مايو 1955 بلوس أنجلوس في الولايات المتحدة.

## وصلات خارجية
- روبرت كينت على موقع IMDb (الإنجليزية)
- روبرت كينت على موقع إن إن دي بي (الإنجليزية)
- روبرت كينت على موقع قاعدة بيانات الفيلم (الإنجليزية)